# Moncheite
La moncheite è un minerale appartenente al gruppo della melonite.